# Eubordeta meeki
Eubordeta meeki là một loài bướm đêm trong họ Geometridae.